# Гелена Шведська
Гелена Шведська (також Єлена або Елін; (11 століття , Швеція  — не раніше 1105 , Vreta Abbeyd, лен Естерйотланд )) — королева-консорт Швеції, дружина короля Інге I Старшого. Імовірно сестра Блот-Свена.

## Біографія
Походження королеви Гелени невідоме. Вважається, що вона була з роду Естергйотландів. Можливо вона була з роду Інглінгів, старої шведської королівської родини, і була сестрою Блот-Свена. Інге, який був королем Швеції кілька разів, відомий тим, що переміг язичників у релігійних війнах, які тривали у Швеції між 1022 і 1088 роками, і скасував свободу віросповідання, вимагаючи від всіх сповідувати християнство. Його найбільшим противником в цьому був язичницький король Блот-Свен.
Король Інге одружився з сестрою Блот-Свена Maer або Mö; в ісландських джерелах вона згадується як Mär, але в офіційних документах згадується як Гелена. Можливо, вона походила з греків чи русинів, але це не підтверджено і малоймовірно. Цей союз добре відомий в історії як шлюб між Інгою і сестрою Блот-Свена, а Свен завжди згадується як зять Інге. Тому є думка, що Інге був одружений двічі. Втім, Maer не є справжнім іменем, це просто старе скандинавське слово, що означає цноту; інше написання імені — Mö — також означає непорочна діва. «Гелена» — звичайне латинське написання шведського імені Елін. Можна припустити, що це одна людина: діва Елін, що для християн-іноземців пишеться як Гелена латинською мовою, сестра язичницького короля Блот-Свена.
Генеалогію старих сімей вікінгів дуже важко відстежити, попри багато пісень про них. Як сестра Блот-Свена, Гелена, можливо, була дочкою шведського принца Інгвара Мандрівника, сина короля Швеції Емунда Старого; таким чином вона могла бути двоюрідною сестрою свого чоловіка. Шлюб, ймовірно, був укладений з політичних причин, щоб об'єднати язичницькі та християнські фракції. Передбачається, що рунічний камінь, споруджений людиною на ім'я Сігторн на честь дочки Mö і сина Sven, був встановлений батьком королеви Гелени і Блот-Свена. Повне ім'я Гелени в цьому випадку було б Гелена Сігторнсдоттер.
Мало що можна достовірно сказати про королеву Гелену, але вона швидше за все була язичницею, подібно до свого брата. На момент укладення шлюбу або її переконали, або змусили перейти в християнську віру. Можливо, вона отримала ім'я Гелена після хрещення, оскільки її доньок також названо іменами з християнської Європи: Христина, Маргарет і Катаріна. Невідомо, підтримувала вона язичників або християн. У 1087—1088 роках вона була свідком війни між її чоловіком-християнином і братом-язичником і побачила тріумф чоловіка. Можливо, вона оплакувала смерть свого брата і язичництво у 1087—1088 роках, але до кінця свого життя вона була або вдавала з себе християнкою. Після поразки язичників вона разом з чоловіком у період між 1090 і 1100 роками заснувала перший відомий жіночий монастир у Швеції — бенедиктинське абатство Врета в Естерйотланді. Вона подарувала монастирю 20 маєтків у Естерйотланді. Маєтки імовірно належали королеві: були посагом або спадком від брата Свена.
Після смерті чоловіка приблизно у 1105 році, вдовуюча королева Гелена стала черницею в абатстві Врета.

## Плутанина з Елін з Шевде
Королева Гелена в історії була довгий час переплутана зі святою Елін з Шевде (пом.. 1135), яка жила в Швеції в той же час. Цю помилку не підтримують сучасні історики.

## Діти
1. Христина Інгесдоттір, дружина великого князя Київського Мстислава Володимировича[7][8]
2. Рагнвальд Інгесон, батько Інгрід Рагнвальдсдоттір, дід короля Швеції Магнуса Генріксена[9]
3. Маргарет Фредкулла, королева-консорт Норвегії в шлюбі з Магнусом III і королева-консорт Данії у шлюбі з Нільсом Старим[10]
4. Катаріна Інгесдоттір, дружина Бйорна Гаральдсена Залізнобокого, бабуся короля Швеції Кнута I Ерікссона[11]